# Teatr Exit

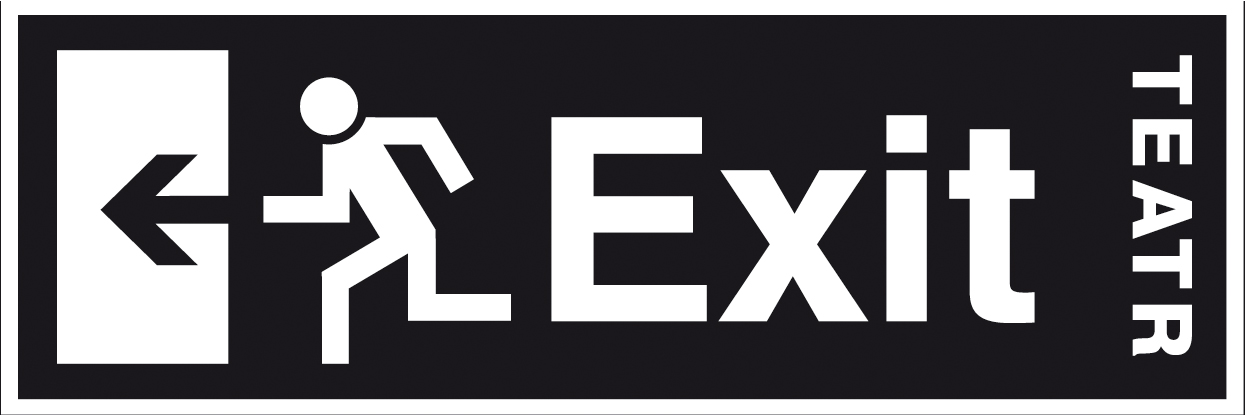
Teatr Exit logo

Teatr Exit – polski teatr, działający od 2016 roku w Krakowie, założony i prowadzony przez Macieja Sikorskiego w ramach działań Katolickiego Stowarzyszenia Osób Niepełnosprawnych i Ich Przyjaciół „Klika”. Organizacją działań Teatru Exit i pozyskiwaniem funduszy na realizację spektakli i filmów zajmuje się Fundacja Budzenie Pasji. Zespół aktorski Teatru Exit tworzą wspólnie osoby o różnym stopniu i charakterze niepełnosprawności (osoby z dziecięcym porażeniem mózgowym, niepełnosprawne intelektualnie, niewidome) oraz profesjonalni artyści i muzycy. W ramach działalności Teatru Exit powstają przedstawienia teatralne, a także filmy ze steatralizowaną fabułą. W przedstawieniach Teatru istotnym elementem jest technika teatru cieni i muzyka grana na żywo, a także spotkania i rozmowy twórców z widzami, które odbywają się po każdym spektaklu czy pokazie filmowym. Teatr zaprasza do współpracy uznanych artystów reprezentujących różne dziedziny sztuki. Plakaty do spektakli i filmów Teatru Exit charakteryzują się dbałością o klarowną formę graficzną i siłę przekazu.

## Idea
Ideą twórcy i dyrektora Teatru Exit Macieja Sikorskiego było stworzenie takiej przestrzeni artystycznej, jaką – na prawdziwej teatralnej scenie, z wykorzystaniem profesjonalnych środków teatralnych i muzyki na żywo – będą mogły tworzyć razem osoby pełnosprawne i niepełnosprawne. Istotą teatru jest tworzenie spektakli w takim zespole teatralnym, który nie tylko podejmuje i wykonuje przedsięwzięcia artystyczne, ale przede wszystkim stanowi grupę ludzi wspierających się wzajemnie w codzienności teatralnej i życiowej. Teatr realizuje w ten sposób w pełni założenia idei teatr społeczny: tworzy miejsce na aktywizowanie osób pełnosprawnych i niepełnosprawnych będących w różnych życiowych potrzebach oraz pomaga im w znalezieniu ich własnych sposobów na zaspokojenie tych potrzeb. W rezultacie poprawia ich społeczne funkcjonowanie oraz daje im możliwość faktycznego przezwyciężania trudnych sytuacji, w jakich postawiło je życie.

## Misja
Misją Teatru Exit jest spotkanie osób pełnosprawnych i niepełnosprawnych, które w trakcie pracy nad tworzeniem przedstawień teatralnych wspierają się wzajemnie swoimi talentami i umiejętnościami, a także codzienną, wzajemną pomocą. Wspólna praca nad spektaklami ma odsłonić, zarówno twórcom, jak i widzom Teatru Exit, wielką potrzebę wzajemnej obecności pozornie dalekich sobie światów: osób pełnosprawnych i niepełnosprawnych. Wymiana wzajemnych darów w trakcie wspólnej pracy teatralnej stwarza bliskie relacje, w których twórcy Teatru Exit dostrzegają prawdziwe piękno i o nim chcą opowiadać. Wychodzą z założenia, że jest ono przede wszystkim wielką wartością wewnętrzną, a nie zewnętrzną atrakcyjnością, tak ważną dla współczesnego świata. Podczas spektakli i rozmów z widzami, twórcy Teatru chcą szukać odpowiedzi na pytanie czym jest prawdziwe ludzkie szczęście i jakie drogi do niego prowadzą. Scenariusze spektakli Teatru Exit są w większości adaptacjami ksiąg Biblii, która zgodnie z przekonaniami jego twórców jest księgą, której słowa mogą zmieniać życie i przynosić ludziom dobro.

## Siedziba
Od momentu swojego powstania w 2016 roku Teatr Exit nie ma w Krakowie stałej siedziby. Próby i prace nad spektaklami odbywały się początkowo w sali teatralnej na terenie Salezjańskiego Centrum Wychowania i Duszpasterstwa Młodzieży, później w Teatrze Łaźnia Nowa, a od 2020 w teatrze znajdującym się na terenie Szpitala Klinicznego im. dr. Józefa Babińskiego w Krakowie.

## Zespół
- Maciej Sikorski – twórca teatru, dyrektor, reżyser, scenarzysta, aktor; od 2016
- Tomasz Balon – aktor; od 2016[8]
- Stanisław Banaś – aktor; od 2019 do 2021
- Tomasz Buczko; od 2020
- Viola i Olgierd Chmielewscy – scenografowie; od 2016
- Tomasz Drozdek – muzyk; od 2019
- Tadeusz Dylawerski – reżyser, aktor; od 2016
- Agnieszka Jaworska – aktorka; od 2020
- Marcin Konik – aktor; od 2016[9]
- Natalia Lewandowska – wokalistka, aktorka; od 2018
- Zbigniew Łuczyński – aktor; od 2018 do 2020
- Anna Mendera – scenograf, charakteryzatorka; od 2018
- Beata Nowosielska – aktorka; od 2016 do 2019
- Małgorzata Oczko – muzyk; od 2018
- Kamil Padlikowski – aktor; od 2019 do 2020
- Joanna Sych – aktorka; od 2018
- Adam Szewczyk – kompozytor muzyki, muzyk; od 2016
- Ryszard Waligóra – muzyk, aktor; od 2016[10]

## Spektakle
- 2016: Exit – spektakl teatralny w konwencji teatru cieni z elementami warsztatowymi i z muzyką na żywo; adaptacja biblijnej Księgi Wyjścia; po spektaklu artyści dialogują z widzami na temat aktualności treści biblijnej Księgi Wyjścia; na zakończenie prowadzone są warsztaty teatralno-muzyczne; ich owocem jest powstanie piosenki do tekstu przypadkowego psalmu i zilustrowanie jej cieniami; scenariusz (adaptacja Księgi Wyjścia) – Maciej Sikorski, reżyseria – Maciej Sikorski, Tadeusz Dylawerski, muzyka – Adam Szewczyk; scenografia – Viola i Olgierd Chmielewscy; występują: Beata Nowosielska, Zbigniew Łuczyński, Marcin Konik, Tomasz Balon, Tadeusz Dylawerski, Maciej Sikorski, Adam Szewczyk
- 2016: Jezda na Moskwę – spektakl teatralny dla dzieci; adaptacja tekstów ks. Andrzeja Patrycego Nideckiego i Jana Kochanowskiego połączone z warsztatami dla dzieci; realizacja w konwencji teatru cieni z muzyką na żywo; scenariusz – Maciej Sikorski, reżyseria – Maciej Sikorski, muzyka – Adam Szewczyk, scenografia – Olgierd Chmielewski, występują: Marcin Konik, Zbigniew Łuczyński, Tadeusz Dylawerski, Maciej Sikorski, Adam Szewczyk
- 2018: Ku jedności – spektakl teatralny zrealizowany w połączeniu konwencji teatru cieni i żywego planu z muzyką na żywo; scenariusz napisany na podstawie historii społeczności staro-cerkiewno-słowiańskiej w miejscowości Kostomłoty; przedstawienie wcześniej przygotowywane z uczestnikami warsztatów historycznych – występują oni na scenie tworząc chór śpiewający trzy pieśni w języku staro-cerkiewno-słowiańskim; scenariusz – Maciej Sikorski, reżyseria – Maciej Sikorski, muzyka – Adam Szewczyk, scenografia – Olgierd Chmielewski oraz Anna Mendera, występują: Beata Nowosielska, Ryszard Waligóra, Zbigniew Łuczyński, Marcin Konik, Tomasz Balon, Maciej Sikorski, Kamil Padlikowski, Stanisław Banaś
- 2018: Genesis – spektakl teatralny zrealizowany w połączeniu konwencji teatru cieni i żywego planu z muzyką na żywo; adaptacja biblijnej Księgi Rodzaju bazująca na tekstach opowiadających o stworzeniu świata; w spotkaniu po spektaklu uczestniczą goście Teatru, będący przedstawicielami różnych gałęzi nauki i próbują odpowiedzieć na pytanie o związki współczesnej fizyki i biblijnego opisu stworzenia świata oraz aktualności Księgi Rodzaju w dzisiejszych czasach, w kontekście współczesnych zagrożeń cywilizacyjnych; scenariusz (adaptacja Księgi Rodzaju) – Maciej Sikorski; reżyseria – Maciej Sikorski, Tadeusz Dylawerski, muzyka – Adam Szewczyk; scenografia – Olgierd Chmielewski, Ania Mendera; występują: Ryszard Waligóra, Zbigniew Łuczyński, Marcin Konik, Tomasz Balon, Tadeusz Dylawerski, Maciej Sikorski, Kamil Padlikowski, Tomasz Kałwak oraz gość specjalny Marek Piekarczyk[11][12]
- 2019: Pieśń nad Pieśniami – teatralny spektakl muzyczny, adaptacja biblijnej Pieśni nad Pieśniami; scenariusz – Maciej Sikorski, reżyseria – Maciej Sikorski, muzyka – Adam Szewczyk, scenografia – Anna Mendera, występują: Natalia Lewandowska, Marcin Konik, Joanna Sych, Ryszard Waligóra, Kamil Padlikowski, Adam Szewczyk, Tomasz Drozdek, Małgorzata Oczko, Sara Minakowska[13]
- 2020: Przezroczysty – widowisko internetowe łączące elementy poezji Karola Wojtyły i muzyki wykonywanej przez młodzież z Młodzieżowego Ośrodka Wychowawczego w Wielkich Drogach[14]; scenariusz – Maciej Sikorski, reżyseria – Maciej Sikorski, muzyka – Adam Szewczyk, scenografia – Anna Mendera, występują: Natalia Lewandowska, Marcin Konik, Joanna Sych, Ryszard Waligóra, Stanisław Banaś[15]

## Filmy
- 2018: Hiob – steatralizowana fabuła; adaptacja biblijnej Księgi Hioba wraz z towarzyszącym jej programem; po filmie na spotkanie z publicznością zaproszony jest gość, najczęściej biblista, który opowiada o bohaterze Księgi Hioba, po czym rozpoczyna się rozmowa z aktorami i zaproszonymi gośćmi na temat sensu cierpienia we współczesnym świecie; całość przeplatana jest wierszami recytowanymi przez jednego z aktorów Teatru Exit, chorego na wielokończynowe porażenie mózgowe – Marcina Konika; scenariusz (adaptacja Księgi Hioba) – Maciej Sikorski; reżyseria – Maciej Sikorski; zdjęcia: Barbara Golonka, Krzysztof Pęgiel, muzyka – Adam Szewczyk; występują: Joanna Sych, Ryszard Waligóra. Zbigniew Łuczyński, Marcin Konik, Tomasz Balon, Tadeusz Dylawerski, Maciej Sikorski[16]
- 2019: Jonasz – steatralizowana fabuła, adaptacja biblijnej Księgi Jonasza Jonasz; oszczędna, a wręcz ascetyczna w formie opowieść ukazuje symbolicznie losy Jonasza, ale bez odniesień historycznych, uniwersalnie, jakby poza czasem; zrealizowana w dwóch przestrzeniach – w hali starej odlewni żeliwa w Oświęcimiu oraz na scenie Teatru Łaźnia Nowa; scenariusz: Maciej Sikorski, reżyseria: Maciej Sikorski, ks. Roman Sikoń SDB, zdjęcia: Michał Król, ks. Roman Sikoń SDB; montaż: Michał Król, muzyka: Adam Szewczyk, charakteryzacja: Anna Mendera, występują: Bawer Aondo-Akaa, Marcin Konik, Tomasz Balon, Zbigniew Łuczyński, Beata Nowosielska, Ryszard Waligóra, Stanisław Banaś, Tadeusz Dylawerski, muzycy: Adam „Szabas” Kowalewski – kontrabas, Bogusław Kaczmar – piano, Tomasz Drozdek – perkusja, Ryszard Waligóra – saksofon[17]
- 2020: Eucharystia – film ukazujący głębię Mszy świętej w dwóch planach – realnym i mistycznym, będący częścią programu przygotowania młodzieży do sakramentu bierzmowania; scenariusz – Maciej Sikorski, reżyseria – Maciej Sikorski, zdjęcia i montaż: Wojciech Jachymiak, muzyka – Adam Szewczyk, scenografia – Michał Ogórek, występują: Tomasz Balon, Natalia Lewandowska, Marcin Konik, Ryszard Waligóra
- 2021: Po drugiej stronie dnia – steatralizowana fabuła, nawiązująca konwencją do podróży Dantego z „Boskiej komedii”; scenariusz inspirowany wystawą plastyczną „Uważaj na głowę” jest w całości adaptacją autentycznych relacji pacjentów Szpital Kliniczny im. dr. Józefa Babińskiego w Krakowie ; scenariusz i reżyseria – Maciej Sikorski, muzyka – Adam Szewczyk; scenografia – Marcin Babło, Olgierd Chmielewski, Anna Mendera, Szymon Wołek; występują: Natalia Lewandowska, Agnieszka Jaworska, Mateusz Biernat, Paweł Podgórski, Ryszard Waligóra, Marcin Konik, Tomasz Balon, Tadeusz Dylawerski, Tomasz Buczko, ze specjalnym udziałem Michał Koterski i Rafał Siwek; premiera: 27 kwietnia 2021
- 2021: Tobiasz – czarno-biały film fabułarny; adaptacja biblijnej Księgi Tobiasza opowiadająca o walce dobra ze zła, której polem staje się rodzina i najbliższe relacje międzyludzkie; scenariusz i reżyseria – Maciej Sikorski, zdjęcia – Bartosz Duleba, Michał Bednarczyk, muzyka – Adam Szewczyk; montaż – Marek Domagała; występują: Tomasz Buczko, Natalia Lewandowska, Ryszard Waligóra, Joanna Sych, Agnieszka Jaworska, Ryszard Waligóra, Marcin Konik, Tomasz Balon, Tadeusz Dylawerski, Maciej Sikorski, Rafał Porzeziński, ze specjalnym udziałem Rafała Siwka; premiera: 2 lipca 2021[18]
- 2022: Oblicze - dokument kreatywny, zapis warsztatów pisania ikony Chrystusa Pantokratora przez nastoletnich chłopców z zasądzonymi wyrokami sądowymi, przebywających w Młodzieżowym Ośrodku Wychowawczym w Wielkich Drogach; autorzy filmu obserwują proces powstawania ikon Jezusa i zmieniających się podczas pracy nad nimi twarzy młodych twórców; w filmie poza początkową modlitwą nie padają żadne słowa; film prezentowany jest z muzyką graną na żywo, która sugestywnie ilustruje proces twórczy; scenariusz i reżyseria – Maciej Sikorski, zdjęcia – Bartosz Duleba, Emil Książczak, muzyka – Adam Szewczyk; muzyka na żywo: Adam Szewczyk - gitary, Małgorzata Oczko - wiolonczela, Ryszard Waligóra - akordeon, Krzysztof Dziedzic - perkusja

## Inne
- 2019: Końska dawka poezji, czyli Marcin Konik wiersze mówi – nagrania 14 wierszy współczesnych polskich poetów w interpretacji Marcina Konika, aktora chorego na dziecięce porażenie mózgowe, który praktycznie nie posiada umiejętności czytania, ale uczy się treści wierszy czytanych mu wierszy na pamięć. Niezwykła wrażliwość aktora pozwala mu bardzo sugestywnie i emocjonalne interpretować mówioną poezję[19]. Dostępne na kanale You Tube Teatru Exit.

## W realizacji
- planowana premiera 2023: Droga Eliasza. 53-minutowy film dokumentalny, będący zapisem trasy Teatru Exit w Szwecji, w grudniu 2022.
- planowana premiera 2024: Exit, czyli rzecz o wychodzeniu z niewoli. Unikatowe przedsięwzięcie artystyczne i rozwinięcie pierwszego spektaklu teatralnego Teatru Exit. Składają się na nie trzy spektakle będące adaptacją „Księgi Wyjścia”. Zostaną one wystawione w plenerze (pod tzw. Małymi Piramidami w Egipcie, w pobliżu Góry Synaj oraz na Górze Nebo w Jordanii). Zespół teatru zabierze ze sobą w podróż ok. 30 widzów, którzy oprócz możliwości obejrzenia spektakli, będą z wyboru wolontariuszami i będą mieli okazję przyjrzeć się swojemu życiu w świetle wydarzeń opisywanych w „Księdze Wyjścia”. Po każdym spektaklu odbędzie się rozmowa z publicznością. Będzie to próba ukazania kilkunastu archetypicznych wydarzeń, w których każdy może się przejrzeć i odpowiedzieć sobie na pytanie, w którym miejscu tej wędrówki się znajduje. Widownię uzupełnią zaproszeni przez teatr mieszkańcy lokalnych społeczności. Częścią projektu będzie film dokumentalny o tej teatralnej podróży na Bliski Wschód. scenariusz i reżyseria – Maciej Sikorski
- planowana premiera 2024: Eliasz, pełnometrażowy film fabularny będący opowieścią o biblijnym proroku Eliaszu.

## Artyści – goście specjalni Teatru Exit
- Marek Piekarczyk – libretto w spektaklu Genesis, 2018
- Kamila Kansy (Laura Makabresku) – sesja fotograficzna zespołu teatralnego, 2019[20]
- Michał Koterski – rola w filmie Po drugiej stronie dnia, 2021
- Rafał Siwek – rola i wykonanie czterech utworów w filmie Po drugiej stronie dnia, 2021
- Rafał Porzeziński – rola w Tobiaszu, 2021

## Media o Teatrze Exit

### Prasa
- „Exit znaczy wyjście”, Natalia Budzyńska, Przewodnik Katolicki, publikacja: PK nr 30/210[21]
- „Słabi z mocą”, Barbara Gruszka-Zych, Gość Niedzielny 4/2018, publikacja: 25.01.2018[22]

### Radio
- „Teatr Exit. Maciej Sikorski: nie uciekamy od tematu cierpienia”, Polskie Radio 24, rozmowa z Jakub Moroz, emisja: 6.04.2020
- „Uczta artystyczna, która jest terapią”. Spektakl „Jonasz” już dostępny w internecie”, Polskie Radio 24, rozmowa z Magdaleną Piejko, emisja: 19.07.2020[23]
- „Tobiasz”. Niezwykły film z udziałem osób niepełnosprawnych, Trójka Polskie Radio, cykl: „Obok nas” Elżbiety Korczyńskiej, emisja: 20.09.2021[18]

### Telewizja
- „Nienasyceni”, TVP Kultura, rozmowa Redbad Klynstra-Komarnicki i Emilia Komarnicka-Klynstra z twórcą Teatru Exit Maciej Sikorski, premiera: 14.07.2017[24]

### Film
- „Exit”, reż. Agnieszka Kulka-Sobkowicz, Barbara Golonka; czarno-biały film dokumentalny, zapis prac nad spektaklem Exit
- „Wyjście”, reż. Michał Król, 2019, 51 min; film dokumentalny, trasy Teatru Exit ze spektaklem Genesis
- „Pieśń nad pieśniami”, real. Emil Książczak, 2020, 30 min.; reportaż z trasy Teatru Exit Pieśń nad Pieśniami